# Ambohimiarivo
Ambohimiarivo is een plaats en commune in het centrum van Madagaskar, behorend tot het district Antsirabe II, dat gelegen is in de regio Vakinankaratra. Tijdens een volkstelling in 2001 telde de plaats 10.060 inwoners.
De plaats biedt naast lager onderwijs ook middelbaar onderwijs aan. 95 % van de bevolking werkt als landbouwer en 5 % houdt zich bezig met veeteelt. De belangrijkste landbouwproducten zijn rijst en tomaten; andere belangrijke producten zijn bonen, mais en aardappelen. 